# Пукк, Мартти
Мартти Пукк (эст. Martti Pukk; 20 февраля 1977, Кярдла, Хийумаа) — эстонский футболист, нападающий, тренер.

## Биография
В первой половине карьеры выступал в родном городе за команду «Кярдла»/«Хийу Калур» в низших лигах чемпионата Эстонии. Забивал в среднем около одного гола за игру.
С 2004 года играл за «Курессааре» в первой лиге. 6 марта 2005 года в составе своего клуба дебютировал в высшей лиге в матче против «Тулевика», а 17 апреля 2005 года в матче с «Меркууром» забил свой первый гол на высшем уровне. 16 октября 2005 года в игре против таллинского «Динамо» впервые сделал хет-трик. Продолжал бессменно играть за островную команду до 2011 года, за это время клуб неоднократно курсировал между высшим и первым дивизионами.
В 2012 году перешёл в таллинскую «Флору». Будучи 35-летним ветераном, пробиться в основной состав не смог, появляясь на поле на несколько минут в концовке матчей. Всего за столичный клуб сыграл 17 матчей (все неполные) и забил два гола, а команда стала бронзовым призёром.
С 2013 года снова играл за «Курессааре», команда по итогам того сезона вылетела из высшего дивизиона. До 2015 года футболист выходил на поле регулярно, затем пропустил полтора года, и свои последние два матча сыграл в первой лиге осенью 2017 года. В конце 2017 года объявил о завершении карьеры.
В части сезона 2017 года исполнял обязанности главного тренера «Курессааре», а по итогам августа 2017 года был признан тренером месяца в первой лиге.
Всего за карьеру в «Курессааре» сыграл 303 матча и забил 72 гола в первенствах Эстонии во всех лигах. По состоянию на конец 2018 года занимал первое место в истории клуба по числу матчей, и второе — по числу голов, в 2020 году его рекорд по числу матчей был побит. В высшей лиге, с учётом матчей за «Флору», провёл 190 игр и забил 35 голов.
Принимал участие в Островных играх в составе сборной острова Сааремаа.
С 2016 года работает арбитром на матчах низших лиг чемпионата Эстонии.